# カンサス騎兵隊
『カンサス騎兵隊』（カンサスきへいたい、Santa Fe Trail）は、1940年に製作されたアメリカ合衆国の映画。マイケル・カーティス監督作品。

## あらすじ
南北戦争を目前にした頃。士官学校のスチュアートとカスターは、過激な活動家ブラウンの思想に共鳴するレイダーが気に入らない。喧嘩が原因でブラウン支持者のレイダーは退学となり、スチュアート、カスター達は卒業はしたものの悪名高い第二騎兵隊へ配属される。二人はブラウンが武器の取引をしている現場に遭遇、戦闘となりブラウンは逃がしたが、息子を捕らえブラウンの居場所を聞き出す。ブラウンが隠れ住んでいる街に変装して潜入、身元が割れ再び戦闘となり、ブラウンは逃亡したがスチュアートとカスターは武勲を称えられ共に昇進。ブラウンは上流階級の不平分子から援助を受け勢力を盛り返し、更なる軍事行動を始める。しかしレイダーがブラウンを裏切って軍部に情報を提供、スチュアート、カスター達も鎮圧のため出撃。激戦の末捕縛に成功。ブラウンの思想は生き残ったがブラウン自身は国家の敵として処刑された。

## キャスト
※括弧内は日本語吹替（初放送1971年9月19日『日曜洋画劇場』）

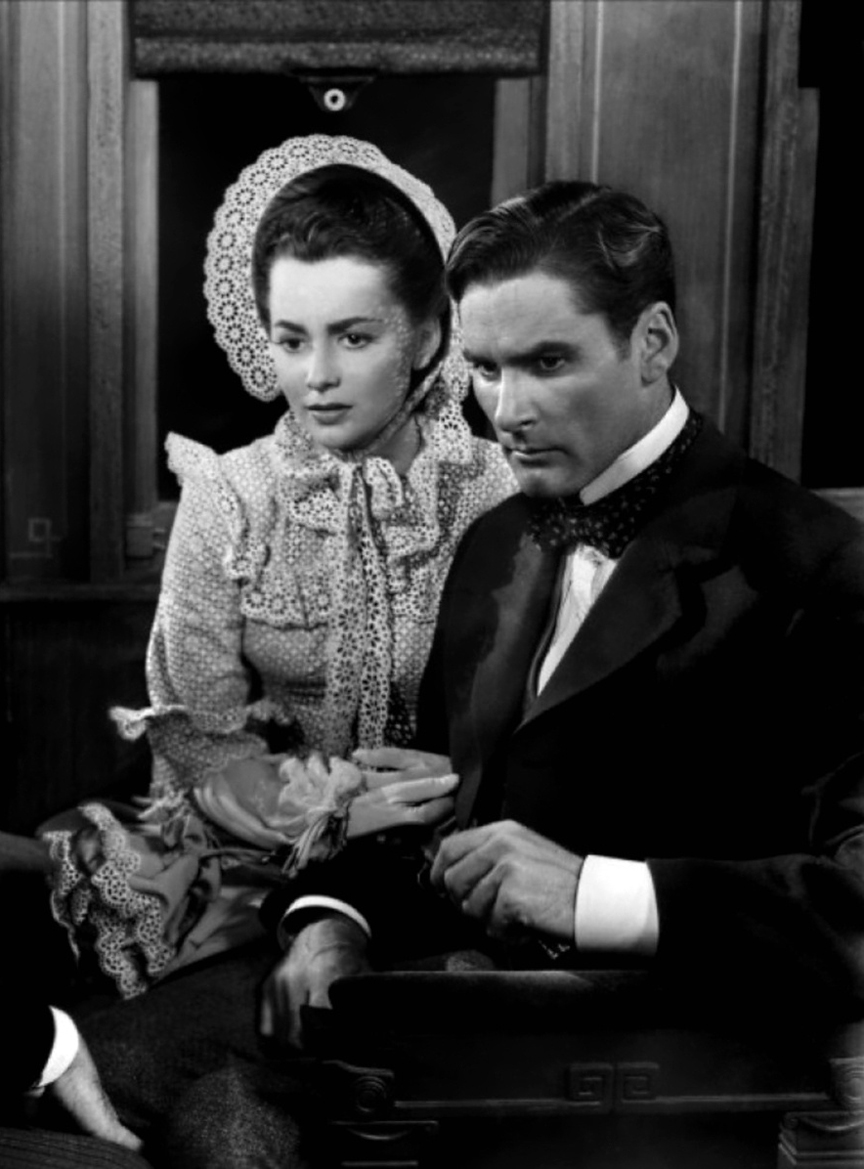
スチュアート（フリン）とホリデイ（デ・ハヴィランド）

- ジェブ・スチュアート：エロール・フリン（小林修）
- キット・ホリデイ：オリヴィア・デ・ハヴィランド（武藤礼子）
- ジョン・ブラウン：レイモンド・マッセイ（大木民夫）
- ジョージ・カスター：ロナルド・レーガン（山内雅人）
- テックス：アラン・ヘイル
- ボブ：ウィリアム・ランディガン
- レイダー：ヴァン・ヘフリン（中田浩二）
- ジェイソン：ジーン・レイノルズ
- サイラス：ヘンリー・オニール
- ブロディ：ギン・ウィリアムス
- オリバー：アラン・バクスター
- ロバート・E・リー：モローニ・オルセン
- タウンリー：ワード・ボンド